# 列奧波爾德·莫扎特
约翰·格奥尔格·利奥波德·莫扎特（德語：Johann Georg Leopold Mozart，1719年11月14日—1787年5月28日），德国作曲家、指挥家、音乐教师和小提琴家。出生於神聖羅馬帝國奧格斯堡帝国自由城市（今德國），在神聖羅馬帝國奧地利大公國薩爾斯堡（名義上帝國首都）逝世，是著名音樂家沃尔夫冈·阿马德乌斯·莫扎特和瑪利亞·安娜·莫札特的父親。曾先后生有7个孩子，不过其中5个都早夭，只有最小的儿子沃尔夫冈·阿马德乌斯·莫扎特和他的姐姐瑪利亞·安娜·莫札特顺利的活下来并成年。

利奧波德·莫扎特（Leopold Mozart）和他的孩子沃爾夫岡和瑪麗亞，在牆上掛著他們已故妻子安娜·瑪麗亞（Anna Maria）的肖像。約翰·內波穆克·德拉·克魯斯（Johann Nepomuk della Croce）的畫，約1780年

## 外部連結
- 列奧波爾德·莫扎特的免费乐谱，由国际乐谱典藏计划提供